# Iracema do Oeste
Iracema do Oeste es un municipio brasileño del estado de Paraná. Su población estimada en 2010 era de 2.951 habitantes.